# Andrew Ridgeley
Andrew John Ridgeley, född 26 januari 1963 i Windlesham i Surrey, är en brittisk gitarrist och popsångare som tillsammans med George Michael på 1980-talet utgjorde popduon Wham!.

## Biografi
Andrew Ridgeley föddes i Windlesham i Surrey men växte senare upp i Bushey i Hertfordshire och där studerade han vid Bushey Meads School, där han lärde känna George Michael. Musik var ett gemensamt intresse så de spelade i flera olika band innan de bestämde sig för att bilda Wham!.
Efter att Wham! splittrats spelade Ridgeley in ett soloalbum och släppte två singlar; George Michael medverkade och sjöng på Red Dress. Ridgeley har inga planer på att fortsätta sin karriär inom musikbranschen.
Ridgeley är sedan 1991 gift med Keren Woodward från popgruppen Bananarama, som han har ett barn tillsammans med. De är bosatta i Cornwall och Ridgeley ägnar sig åt golf och surfing.
1993 utsågs han till "Världens snyggaste man" av tidningen All Of They.

## Diskografi (solo)

### Album
- 1990 – Son of Albert

### Singlar
- 1990 – "Shake"
- 1990 – "Red Dress"